# Journal of the American Osteopathic Association
Journal of the American Osteopathic Association é uma revista médica que abrange publica artigos originais e editoriais de pesquisa. O editor-chefe é Gilbert E. D'Alonzo, Jr.